# Stadion Zagłębia Lubin
Stadion Zagłębia Lubin is een voetbalstadion in de Poolse plaats Lubin. Het heeft een capaciteit van 16.086 toeschouwers en is de thuishaven van Zagłębie Lubin. Van 2009 tot januari 2012 droeg het stadion de naam Dialog Arena.
Het oude stadion stamde uit 1985 en had een capaciteit van 35.000 toeschouwers. De bouw van het huidige stadion begon op 18 september 2007. Ongeveer 65 procent van het oude stadion werd gesloopt tijdens de eerste fase en het speelveld werd 20 meter verplaatst. Het stalen dak wordt gedragen door 52 pilaren, die elk 24.000 kilo wegen. Tevens wordt het stadion verlicht door 150 lampen. De eerste wedstrijd vond plaats op 14 maart 2009, Zagłębie Lubin speelde een wedstrijd tegen Górnik Łęczna. Drie tribunes waren toen beschikbaar, de hoofdtribune werd in 2010 opgeleverd en bevat onder andere een perscentrum.